# Slagmaat

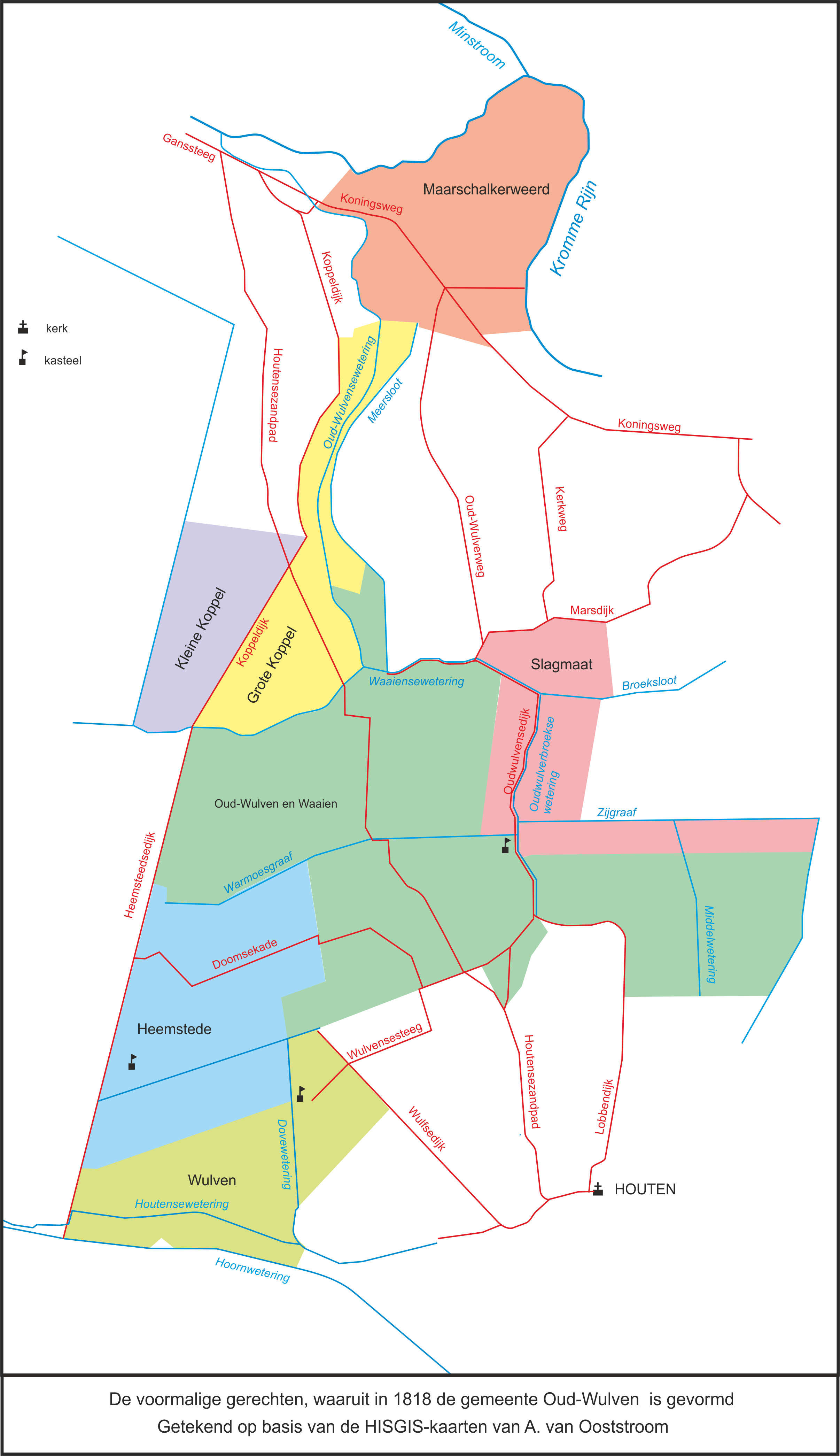
Slagmaat op een kaart van Oud-Wulven

Slagmaat is een voormalig gerecht in de Nederlandse provincie Utrecht.
Het gerecht Slagmaat was ongeveer gelegen langs de spoorlijn van Utrecht naar Houten ter hoogte van het viaduct in de Mereveldseweg. De Marsdijk bij de boerderij Nieuw Slagmaat vormde de noordelijke grens. Het gebied werd bestuurd door het kapittel van Sint Jan. In de middeleeuwen is er ook nog een gerecht geweest met de naam Slagmaat-Sint Laurens.
Het gerecht Slagmaat was van 1798 tot 1801 verbonden met Bunnik en van 1812 tot 1818 met Houten. Bij de vorming van de gemeente Oud-Wulven per 1 januari 1818 ging het deel uit maken van die gemeente. Toen deze gemeente per 8 september 1857 bij Houten werd gevoegd, werd dus ook Slagmaat bij Houten gevoegd. Het noordelijkste deel werd bij een grenscorrectie in 1964 aan Bunnik afgestaan.